# Paul Frees
Paul Frees est un acteur, réalisateur et scénariste américain, né le 22 juin 1920 à Chicago, dans l'Illinois, et mort le 2 novembre 1986 à Tiburon, en Californie.

## Filmographie

### comme acteur
- 1942 : Woodsman, Spare That Tree de Frank Tashlin et Bob Wickersham  : Crow (voix)
- 1942 : Toll Bridge Troubles de Bob Wickersham et Frank Tashlin : Crow (voix)
- 1943 : Slay It with Flowers de Bob Wickersham : Crow (voix)
- 1943 : Plenty Below Zero de Bob Wickersham : Crow (voix)
- 1943 : À félin, félin et demi (Tree for Two) de I. Freleng : Crow (voix)
- 1943 : A-Hunting We Won't Go de Bob Wickersham : Crow (voix)
- 1943 : Mon comeback (Room and Bored) : Crow (voix)
- 1943 : Way Down in the Corn de Bob Wickersham : Crow (voix)
- 1944 : The Dream Kids  de Bob Wickersham : Crow (voix)
- 1944 : Mr. Moocher  de Bob Wickersham : Crow (voix)
- 1944 : Be Patient, Patient de Bob Wickersham : Crow (voix)
- 1945 : The Egg-Yegg : Crow (voix)
- 1945 : Ku-Ku Nuts de Bob Wickersham : Crow (voix)
- 1945 : Treasure Jest d'Howard Swift : Crow (voix)
- 1945 : Phoney Baloney de Bob Wickersham : Crow (voix)
- 1946 : Foxey Flatfoots de Bob Wickersham : Crow (voix)
- 1946 : Unsure Runts d'Howard Swift : Crow (voix)
- 1946 : Mysto-Fox de Bob Wickersham : Crow (voix)
- 1947 : Tooth or Consequences d'Howard Swift : Crow (voix)
- 1947 : Déboires sans boire (Crazy with the Heat) de Bob Carlson : Oasis Soda Fountain Proprietor (voix)
- 1948 : Robin Hoodlum de John Hubley : Crow (voix)
- 1948 : L'Enfer de la corruption (Force of Evil) d'Abraham Polonsky : Elevator operator
- 1949 : Magic Fluke de John Hubley : Crow (voix)
- 1949 : Feu rouge (Red Light) de Roy Del Ruth : First bellhop
- 1949 : The Adventures of Sir Galahad de Spencer Gordon Bennet : The Black Knight (voix)
- 1950 : Le Cousin de Jerry (Jerry's Cousin) de  William Hanna et Joseph Barbera : Cousin Muscles (voix)
- 1950 : Punchy de Leon de John Hubley  : Crow (voix)
- 1950 : Jerry et le Lion (Jerry and the Lion)  de  William Hanna et Joseph Barbera : Radio Announcer
- 1950 : Pluto et son instinct (Primitive Pluto) de Charles August Nichols : Primo (voix)
- 1950 : Le Chant de la Louisiane (The Toast of New Orleans) de Norman Taurog : Narrator (voix)
- 1950 : Hunt the Man Down de George Archainbaud : Packy Collins
- 1951 : La Voleuse d'amour (The Company She Keeps) de John Cromwell: greffier du juge
- 1951 : La Chose d'un autre monde (The Thing from Another World) de Christian Nyby : Dr Vorhees
- 1951 : Tom fait la noce (Sleepy-Time Tom) de William Hanna et Joseph Barbera : Light-brown Cat (voix)
- 1951 : Silver Canyon (it) de John English : Narrateur
- 1951 : Une place au soleil (A Place in the Sun) de George Stevens : Rev. Morrison, priest at prison
- 1951 : Fini de rire (His Kind of Woman) de  John Farrow et Richard Fleischer : Corley
- 1951 : Le Choc des mondes (When Worlds Collide) de John Sturges : Narrator / U.S. President (voix)
- 1951 : Le peuple accuse O'Hara (The People Against O'Hara) de John Sturges : Squawk Box Voice of Korvac Brother (voix)
- 1952 : Scandale à Las Vegas (The Las Vegas Story) : District Attorney
- 1952 : Cripple Creek (en) de Ray Nazarro : Narrator
- 1952 : La Captive aux yeux clairs (The Big Sky) : Louis MacMasters
- 1952 : Aveux spontanés (Assignment - Paris!) de Robert Parrish : Story Narrator / Radio Budapest Announcer
- 1952 : Tom et Jerry en croisière (Cruise Cat) : Ship's Captain (voix)
- 1952 : La Première Sirène (Million Dollar Mermaid) : Bandleader
- 1952 : La Star (The Star) de Stuart Heisler : Richard Stanley
- 1952 : Busybody Bear : Barney Bear / Buck Beaver (voices)
- 1953 : What's Sweepin' : Wally Walrus (voix)
- 1953 : La Souris blanche (The Missing Mouse) : Radio Announcer (voix)
- 1953 : Un cousin affamé (Barney's Hungry Cousin) : Barney Bear (voix)
- 1953 : Un couac chez les corbeaux (Cobs and Robbers) : Barney Bear, Joe Scarecrow, Crows (voices)
- 1953 : L'Héritier (Heir Bear) : Barney Bear / Gopher / Tax Collector (voices)
- 1953 : T.V. of Tomorrow : Narrator (voix)
- 1953 : Un charmant bambin (Wee-Willie Wildcat) : Barney Bear, William Wildcat (voices)
- 1953 : La Guerre des mondes (The War of the Worlds) de Byron Haskin : Second Radio Reporter / Opening Announcer
- 1953 : Half-Pint Palomino : Barney Bear (voix)
- 1954 : Les Révoltés de la cellule 11 (Riot in Cell Block 11) : Monroe
- 1954 : Qui a dit que la chasse était facile (The Impossible Possum) : Barney Bear (voix)
- 1954 : Un coup de fatigue (Sleepy-Time Squirrel) : Barney Bear, Jimmy Squirrel (voices)
- 1954 : Homesteader Droopy : Narrator (voix)
- 1954 : Farm of Tomorrow : Narrator (voix)
- 1954 : Je dois tuer (Suddenly) : Benny Conklin, Baron's Accomplice (also uncredited TV announcer voice)
- 1955 : The Adventures of Sam Space : Voices (voix)
- 1955 : Le Prince des acteurs (Prince of Players) : Francisco in 'Hamlet'
- 1955 : Le Retour de Godzilla (Gojira no gyakushû) : English dubbing voice: U.S. version
- 1955 : Le Fils de Sinbad (Son of Sinbad) de Ted Tetzlaff : Mahmud
- 1955 : The Scarlet Coat : Narrator
- 1955 : La Petite évasion (Cellbound) : The Prisoner / George the Warden / The Little Wife
- 1955 : The Rains of Ranchipur : Sundar
- 1955 : The Millionaire (en) (série télévisée) : John Beresford Tipton (1955-60) (voix)
- 1956 : Le Géant de la steppe (Ilya Muromets ; Илья Муромец) : Kalin (US version)
- 1956 : Plus dure sera la chute (The Harder They Fall) de Mark Robson : Priest
- 1956 : Francis in the Haunted House : Francis the Talking Mule (voix)
- 1956 : Les Soucoupes volantes attaquent (Earth vs. the Flying Saucers) : Narrator / Alien Voice (voix)
- 1956 : Tom et Jerry dansent de William Hanna et Joseph Barbera : 1st Radio Announcer (voix)
- 1956 : Le Blues du chat bleu (Blue Cat Blues) (voix)
- 1956 : Sora no daikaijû Radon : Police Chief Nishimura (voice - English version)
- 1957 : Le Début de la fin (Beginning of the End) : Helicopter pilot (dubbed voice)
- 1957 : The 27th Day : Ward Mason, Newscaster
- 1957 : Le Woody Woodpecker Show (série télévisée) : Wally Walrus (1953-1961) / Charlie / Doc (voix)
- 1957 : Les espions s'amusent (Jet Pilot) : Lt. Tiompkin
- 1957 : Mars and Beyond (TV) : Narrator incluant Cosmic Capers
- 1957 : La Cité pétrifiée (The Monolith Monsters) de John Sherwood : narrateur
- 1958 : L'Homme H (Bijo to Ekitainingen) : Various Voices (voix)
- 1958 : Space Master X-7 (en) d'Edward Bernds : Dr Charles T. Pommer
- 1958 : Le Temps d'aimer et le temps de mourir (A Time to Love and a Time to Die) : Several characters (voix)
- 1959 : Attack of the Jungle Women : Narrator Voice / Paul Limon
- 1959 : Witty Kitty : Doc, Cat (voix)
- 1959 : Quelle vie de chien ! (The Shaggy Dog) : Opening Off-Screen Narrator / J.W. Galvin, Psychiatrist
- 1959 : Certains l'aiment chaud (Some Like It Hot) : Funeral director / Josephine (voix)
- 1959 : Jack l'Éventreur (Jack the Ripper) : Narrator / U.S. version
- 1959 : Space Mouse : Doc (voix)
- 1959 : Matty's Funday Funnies (série télévisée) : Additional Voices (voix)
- 1959 : L'Arche de Noé (Noah's Ark) : Noé / Dieu (voix)
- 1959 : Rocky and His Friends (série télévisée) : Boris Badenov / Captain Peter Wrongway Peachfuzz / Divers (voix)
- 1959 : Opération jupons (Operation Petticoat) : Voice
- 1959 : Mouse Trapped : Doc (voix)
- 1959 : Li'l Abner : Radio announcer (voix)
- 1960 : The Beatniks : Various voices (voix)
- 1960 : Hawai Middouei daikaikusen: Taiheiyo no arashi : Multiple Voices in English-dubbed version (voix)
- 1960 : Pollyanna : Barker (voice over)
- 1960 : Freeloading Feline : Doc / Doorman (voix)
- 1960 : Un numéro du tonnerre (Bells Are Ringing) : Voices
- 1960 : Bats in the Belfry (voix)
- 1960 : La Machine à explorer le temps (The Time Machine) : Talking Rings (voix)
- 1960 : Ces folles filles d'Ève (Where the Boys Are) : Narrator (voix)
- 1961 : Not Tonight Henry : Narrator
- 1961 : The Dick Tracy Show (série télévisée) : BB Eyes / The Brow / Cheater Gunsmoke / Flat Top (II) / Go Go Gomez (II) / Itchy / The Mole / Mumbles / Oodles / The Retouchables (voix)
- 1961 : Les 101 dalmatiens (One Hundred and One Dalmatians) : Dirty Dawson (voix)
- 1961 : Mont'là-d'ssus (The Absent Minded Professor) : Loudspeaker Voice / Voice of Air Force Dispatcher (voix)
- 1961 : Clash and Carry : Wally Walrus (voix)
- 1961 : Atlantis, terre engloutie (Atlantis, the Lost Continent) : Narrator / multiple voices (voix)
- 1961 : Tricky Trout : Wally Walrus (voix)
- 1961 : The Bullwinkle Show (série télévisée) : Boris Badenov / Captain Peachfuzz / Cloyd / Inspector Fenwick / Dudley Do-Right Narrator #1 / Additional voices (voix)
- 1961 : Le Pacha (Top Cat) (série télévisée) : Various voices (voix)
- 1961 : Calvin and the Colonel (série télévisée) : Oliver Wendell Clutch (voix)
- 1961 : Le Zinzin d'Hollywood (The Errand Boy) de Jerry Lewis : Opening Off-Screen Narrator
- 1961 : Doc's Last Stand : Doc (voix)
- 1962 : Les Quatre Cavaliers de l'Apocalypse (Four Horsemen of the Apocalypse) : Voice of Resistance Driver (voix)
- 1962 : Pest of Show : Doc (voix)
- 1962 : L'Épée enchantée (The Magic Sword) : Sir Ulrich of Germany (voix)
- 1962 : Fowled-Up Birthday : Charlie Beary (voix)
- 1962 : A Public Affair : Narrator (voix)
- 1962 : Brûle, sorcière, brûle! (Night of the Eagle) : Prologue narrator (USA version)
- 1962 : Snuffy's Song : Barney Google / Snuffy Smith (voix)
- 1962 : Mother's Little Helper : Charlie Beary (voix)
- 1962 : The World's Greatest Sinner : Narrator
- 1962 : Keeping Up with Krazy : Ignatz Mouse / Officer Pupp (voix)
- 1962 : Take Me to Your Gen'rul : Snuffy Smith / Barney Google (voix)
- 1962 : Punch Pooch : Doc (voix)
- 1962 : Chat, c'est Paris (Gay Purr-ee) d'Abe Levitow : Meowrice (voix)
- 1962 : Un crime dans la tête (The Manchurian Candidate) : Narrator (voix)
- 1962 : La Tour de Londres (Tower of London) : Opening Narrator (voix)
- 1962 : Corny Concerto : Doc (voix)
- 1962 : Mouse Blanche : Ignatz / Officer Pupp
- 1962 : Mister Magoo's Christmas Carol (TV) : Charity Man, Fezziwig, Eyepatch Man, Tall Tophat Man (voix)
- 1962 : Symposium de chants populaire (A Symposium on Popular Songs) : Ludwig Von Drake (voix)
- 1962 : Taras Bulba : Narrator (voix)
- 1963 : Fractured Flickers (série télévisée) : Narrator (later flickers) / Announcers / Race Commentator / Various Voices
- 1963 : Stowaway Woody (voix)
- 1963 : Charlie's Mother-in-Law : Charlie Beary (voix)
- 1963 : Le Dernier de la liste (The List of Adrian Messenger) : Various Voices
- 1963 : Le Piment de la vie (The Thrill of It All) : Voice of TV announcer
- 1963 : Goose in the Rough : Charlie Beary (voix)
- 1963 : Trois Filles à marier (For Love or Money) : Voice Heard on Ship Radio
- 1963 : Beetle Bailey and His Friends (série télévisée) : Barney Google / Snuffy Smith / Ignatz Mouse / Officer Pupp (voix)
- 1963 : Goose Is Wild : Charlie Beary (voix)
- 1964 : Limpet, incroyable arme secrète (The Incredible Mr. Limpet) : Crusty (voix)
- 1964 : Les Trois Soldats de l'aventure (Flight from Ashiya) : Narrator (voix)
- 1964 : Les Ambitieux (The Carpetbaggers) : Narrator
- 1964 : Rah Rah Ruckus : Charlie Beary (voix)
- 1964 : Les Sept Voleurs de Chicago (Robin and the 7 Hoods) : Radio announcer (voix)
- 1964 : Hoppity Hooper (série télévisée) : Narrator (voix)
- 1964 : Famous Adventures of Mr. Magoo (série télévisée) : Various (voix)
- 1964 : Roof-Top Razzle Dazzle : Charlie Beary (voix)
- 1964 : Jerry chez les cinoques (The Disorderly Orderly) : Opening Narrator (voix)
- 1964 : The Night Walker : Narrator (voix)
- 1965 : Les Trois Stooges contre les hors-la-loi (The Outlaws Is Coming) : Narrator / The Magic Talking Mirror (voix)
- 1965 : Guest Who? : Charlie Beary (voix)
- 1965 : Freewayphobia No. 1 : Narrator (voix)
- 1965 : Sink Pink (voix)
- 1965 : Les Exploits d'Ali Baba (The Sword of Ali Baba) : Narrator, various male voices
- 1965 : Pinkfinger (voix)
- 1965 : Davey Cricket : Charlie Beary (voix)
- 1965 : That Funny Feeling : Opening Off-Screen Narrator (voix)
- 1965 : Panzer Rose (Pink Panzer) (voix)
- 1965 : Goofy's Freeway Troubles : Narrator (voix)
- 1965 : Tom and Jerry (série télévisée) (voix)
- 1965 : The Beatles (série télévisée) : John Lennon / George Harrison (voix)
- 1965 : Agent sans secret (The Secret Squirrel Show) (série télévisée) : Squiddly Diddly / Morocco Mole / Double Q / Yellow Pinkie (voix)
- 1965 : Le Seigneur de la guerre (The War Lord) : Narrator (voix)
- 1965 : The Great De Gaulle Stone Operation : Three-Headed Villain (voix)
- 1966 : Foot Brawl : Charlie Beary (voix)
- 1966 : A Laurel and Hardy Cartoon (série télévisée) : Various Characters (voix)
- 1966 : Uncle Waldo's Cartoon Show (série télévisée) : Narrator (voix)
- 1966 : Reaux, Reaux, Reaux Your Boat : Crab Louie (voix)
- 1966 : Quatre Bassets pour un danois (The Ugly Dachshund) : Voice of garbage man
- 1966 : Cirrhosis of the Louvre : Commissioner (voix)
- 1966 : Plastered in Paris : Commissioner (voix)
- 1966 : Cock-a-Doodle Deux-Deux : Commissioner (voix)
- 1966 : Ape Suzette : Cockney Sailor (voix)
- 1966 : The Man Called Flintstone : Rock Slag (voix)
- 1966 : The Pique Poquette of Paris : Spider Pierre (voix)
- 1966 : The Super 6 (série télévisée) : Brother Matzoriley #1 (voix)
- 1966 : Frankenstein Jr. and the Impossibles (série télévisée) : Fluid Man / Narrator (voix)
- 1966 : That's No Lady, That's Notre Dame : Commissioner (voix)
- 1966 : Dimension 5 : Big Buddha (voix)
- 1966 : Unsafe and Seine : Commissioner / Pub Waiter / Patrons (voix)
- 1966 : Grand Prix : English-dubbed Voice of Izo Yamura (voix)
- 1967 : Window Pains : Charlie Beary (voix)
- 1967 : Cricket on the Hearth (TV) (voix)
- 1967 : Mouse in the House : Charlie Beary (voix)
- 1967 : Sacré Bleu Cross : Hassan the Assassin (voix)
- 1967 : Good Times : Mordicus Enterprises greeter / narrator of western spoof / Chimps / telephone transmission (voix)
- 1967 : Le Quiet Squad : Commissioner (voix)
- 1967 : Bomb Voyage : Commissioner (voix)
- 1967 : Le Bowser Bagger : Commissioner (voix)
- 1967 : Le Escape Goat : Commissioner (voix)
- 1967 : L'Affaire Al Capone (The St. Valentine's Day Massacre) : Narrator
- 1967 : King-Kong s'est échappé (Kingukongu no gyakushu) : Dr Who (US Version) (voix)
- 1967 : Georges de la jungle (série télévisée) : Narrator / Ape Named Ape / Commissioner / Plumtree / Weevil / Fred / Baron Otto Matic / Additional Voices (voix)
- 1967 : Les Quatre Fantastiques (The Fantastic Four) (série télévisée) : The Thing (Benjamin J. Grimm) / The Watcher / Additional Voices (voix)
- 1967 : Super President (série télévisée) : James Norcross / Super President / Narrator (voix)
- 1967 : Shazzan (série télévisée) : Variés
- 1967 : De sang-froid (In Cold Blood) de Richard Brooks : Radio announcer
- 1967 : The Bear That Wasn't : Narrator (voix)
- 1967 : The Atom Ant/Secret Squirrel Show (série télévisée) : Morocco Mole / Chief Double Q / Squiddly Diddly (1967-1968) (voix)
- 1968 : The Arabian Knights (série télévisée) : Bakaar (voix)
- 1968 : Paste Makes Waste : Charlie Beary (voix)
- 1968 : Jerky Turkey : Charlie Beary (voix)
- 1968 : Bugged in a Rug : Charlie Beary (voix)
- 1968 : La Bataille de San Sebastian : (voix)
- 1968 : Les Troupes de la colère (Wild in the Streets) : Narrator (voix)
- 1968 : Le Great Dane Robbery : Commissioner (voix)
- 1968 : The Little Drummer Boy (TV) : Aaron's Father, the Magi (voix)
- 1968 : Banana Split (série télévisée) : Evil Vangore / Sazoom (1968-1970) (voix)
- 1969 : Cool It, Charlie : Charlie Beary (voix)
- 1969 : Charlie's Campout : Charlie Beary (voix)
- 1969 : Gopher Broke : Charlie Beary (voix)
- 1969 : The Dudley Do-Right Show (série télévisée) : Inspector Nathaniel Fenwick / Narrator #1 (voix)
- 1969 : La Panthère rose (The Pink Panther Show) (série télévisée) : Commissioner (voix)
- 1969 : Frosty the Snow Man (Frosty the Snowman) (TV) : Santa Claus, Traffic Cop, Additional Voices (voix)
- 1970 : Charlie in Hot Water : Charlie Beary (voix)
- 1970 : The Un-Handy Man : Charlie Beary (voix)
- 1970 : Charlie's Golf Classic : Charlie Beary (voix)
- 1970 : Patton : Voice
- 1970 : The Mad, Mad, Mad Comedians (TV) : W.C. Fields / Chico Marx / Zeppo Marx (voix)
- 1970 : Le Cerveau d'acier (Colossus: The Forbin Project) : Colossus (voix)
- 1970 : Le Secret de la planète des singes (Beneath the Planet of the Apes) : Ending voice-over (voix)
- 1970 : Tora! Tora! Tora! : English-language voice characterization for Ambassador Nomura (voix)
- 1970 : Santa Claus Is Comin' to Town (TV) : Burgermeister Meisterburger / Grimsby / Soldiers / Townsmen /  (voix)
- 1971 : Moochin' Pooch : Charlie Beary (voix)
- 1971 : The Bunglin' Builder : Charlie Beary (voix)
- 1971 : Charlie the Rainmaker : Charlie Beary (voix)
- 1971 : The Point (TV) : Oblio's father; Pointed Man's Right Head; The King; Villagers (voix)
- 1971 : Here Comes Peter Cottontail (TV) (voix)
- 1971 : L'Abominable Dr. Phibes (The Abominable Dr Phibes) : Singer of 'The Darktown Strutters' Ball'  (voix)
- 1971 : The Jackson 5ive (série télévisée) : The J5's Producer / Various
- 1972 : A Fish Story : Charlie, Junior (voix)
- 1972 : Unlucky Potluck (voix)
- 1972 : La Légende de Jesse James (The Great Northfield Minnesota Raid) : Narrator
- 1972 : The Osmonds (série télévisée)
- 1974 : Joe le fugitif (en) (Run, Joe, Run) (série télévisée) : Narrator (voix)
- 1975 : The Milpitas Monster : Narrator (voix)
- 1975 : Doc Savage arrive (Doc Savage : The Man of Bronze) : Narrator (voix)
- 1976 : The First Easter Rabbit (TV) : Zero / Santa (voix)
- 1976 : La Bataille de Midway (Midway) : Adm. Yamamoto (voix)
- 1976 : La Panthère rose (The Pink Panther and Friends) (série télévisée) (voix)
- 1976 : Frosty's Winter Wonderland (en) (TV) : Jack Frost (voix)
- 1976 : Rudolph's Shiny New Year (en) (TV) : Santa Claus / Eon / General Ticker / Seventeen Seventy Six 'Sev'  (voix)
- 1977 : Hardware Wars (en) : Narrator (voix)
- 1977 : Fantastic Animation Festival (en) : Opening narration
- 1977 : The Hobbit (TV) : Bombur / Troll #1 (voix)
- 1977 : Nestor, the Long-Eared Christmas Donkey (en) (TV) : Olaf / Donkey dealer (voix)
- 1978 : The Stingiest Man in Town (en) (TV) : Ghost of Christmas Past / Ghost of Christmas Present (voix)
- 1979 : Rudolph and Frosty's Christmas in July (en) (TV) : Winterbolt / Jack Frost / Policeman (voix)
- 1979 : Jack Frost (en) (TV) : Kubla Kraus (voix)
- 1980 : The Return of the King (TV) : Goblin / Elrond (voix)
- 1982 : Le Vol du dragon (The Flight of Dragons) : Antiquity (voix)
- 1982 : La Dernière Licorne (The Last Unicorn) : Mabruk (voix)
- 1983 : Twice Upon a Time : Narrator / Chef of State / Judges / Bailiff (voix)
- 1987 : The Puppetoon Movie (en) : Arnie the Dinosaur, Pillsbury Doughboy (voix)
- 1987 : The Wind in the Willows (en) (TV) : Wayfarer (voix)

### comme scénariste
- 1960 : The Beatniks

### comme réalisateur
- 1960 : The Beatniks

## Anecdotes
- Il a interprété la voix originale du Pillsbury Doughboy, et de Donald Dingue.
- Paul est considéré un narrateur légendaire, notamment pour ses récits a entendu journalier sur beaucoup d'attractions de Disneyland, telles que le The Haunted Mansion, où il joue comme « l'hôte fantôme ».